# Nationaal park Kolovesi
Het Nationaal park Kolovesi (Fins: Koloveden kansallispuisto/ Zweeds: Kolovesi nationalpark) is een nationaal park in de Finse provincie Zuid-Savo. Het werd in 1990 opgericht en beslaat 47 km². Het grootste deel van het oppervlak bestaat uit water (een deel van het Saimaameer) met hier en daar een eilandje en een smalle strook kust. De belangrijkste reden voor de oprichting was het beschermen van het biotoop van de met uitsterven bedreigde Saimaa-ringelrob (Pusa hispida saimensis).
Het landschap wordt gedomineerd door klippen die boven het water uitsteken. In de buurt werden rotsschilderingen uit de prehistorie ontdekt. In het nationaal park kan uitstekend aan kajak en kano gedaan worden, maar tijdens het voortplantingsseizoen zijn bepaalde delen van het park afgesloten.